# Daniele Amfitheatrof
Daniel Alexandrovitch Amphithéatrov (en russe Даниил Александрович Амфитеатров), italianisé en Daniele Amfitheatrof, est un compositeur, principalement de musique de film, d'origine russe, né le 29 octobre 1901 à Saint-Pétersbourg (Russie), et mort le 7 juin 1983 à Rome (Italie).

## Biographie
Sa mère Illaria - née Sokoloff - était une élève de Rimski-Korsakov et son père, Alexandre Valentinovitch Amphitheatrov (1862-1938), un célèbre feuilletoniste, journaliste et homme de lettres russe. Ses parents vécurent en France et Italie à partir de 1904, son père ayant publié des articles jugés hostiles à la politique de Nicolas II. Daniel retournera en Russie à l'âge de quinze ans, un an avant la Révolution d'Octobre.
En 1914, il devient l'élève d'Ottorino Respighi.
Il émigre en 1921 en Tchécoslovaquie, puis en 1922 retourne en Italie. Il prendra la nationalité italienne. En 1937, avec sa femme et son fils Erik (née en 1931), il émigre aux États-Unis. Il ne retourne en Italie qu'en 1959.

## Filmographie
- 1936 : L'Esclave blanc
- 1939 : Ski Birds
- 1939 : Bridal Suite
- 1939 : The Giant of Norway
- 1939 : The Story That Couldn't Be Printed
- 1939 : The Ash Can Fleet
- 1939 : Mon mari court encore (Fast and Furious)
- 1939 : Romance of the Potato
- 1939 : Forgotten Victory
- 1939 : Nick Carter, Master Detective
- 1940 : Stuffie
- 1940 : Servant of Mankind
- 1940 : Sea for Yourself
- 1940 : The Old South
- 1940 : The Miracle of Sound
- 1940 : The Happiest Man on Earth
- 1940 : The Great Meddler
- 1940 : Eyes of the Navy
- 1940 : Northward, Ho!
- 1940 : The Man from Dakota (en)
- 1940 : Le Grand Passage (Northwest Passage)
- 1940 : XXX Medico
- 1940 : And One Was Beautiful
- 1940 : The Hidden Master
- 1940 : La Vie de Thomas Edison (Edison, the Man)
- 1940 : A Way in the Wilderness
- 1940 : A Failure at Fifty
- 1940 : Trifles of Importance
- 1940 : La Fièvre du pétrole (Boom Town)
- 1940 : The Baron and the Rose
- 1940 : Sky Murder
- 1940 : Third Finger, Left Hand
- 1940 : Utopia of Death
- 1940 : Dreams
- 1940 : Keeping Company
- 1941 : Main Street on the March!
- 1941 : The Battle
- 1941 : 1-2-3 Go!
- 1941 : Whispers
- 1941 : More Trifles of Importance
- 1941 : Out of Darkness
- 1941 : You Can't Fool a Camera
- 1941 : This Is the Bowery
- 1941 : The Get-Away d'Edward Buzzell
- 1941 : Docteur Jekyll et M. Hyde (Dr. Jekyll and Mr. Hyde)
- 1941 : Hobbies
- 1941 : Married Bachelor
- 1941 : Strange Testament
- 1941 : Scenic Grandeur
- 1941 : Kathleen
- 1942 : USS VD: Ship of Shame
- 1942 : The Bugle Sounds
- 1942 : Johnny, roi des gangsters (Johnny Eager)
- 1942 : Nazi Agent
- 1942 : The Vanishing Virginian
- 1942 : Mr. and Mrs. North
- 1942 : A Yank on the Burma Road
- 1942 : Un Américain pur sang (Joe Smith, American)
- 1942 : Fingers at the Window (en)
- 1942 : Danse autour de la vie (We Were Dancing)
- 1942 : The Woman in the House
- 1942 : Victory Quiz
- 1942 : Further Prophecies of Nostradamus
- 1942 : Madame Miniver (Mrs. Miniver)
- 1942 : The Affairs of Martha
- 1942 : Jackass Mail
- 1942 : On demande le docteur Gillespie (Calling Dr. Gillespie) de Harold S. Bucquet
- 1942 : Vendetta
- 1942 : Mr. Blabbermouth!
- 1942 : La Justice des hommes (The Talk of the Town)
- 1942 : Je te retrouverai (Somewhere I'll Find You)
- 1942 : Paramount Victory Short No. T2-1: A Letter from Bataan
- 1942 : Les Yeux dans les ténèbres (Eyes in the Night)
- 1942 : Paramount Victory Short No. T2-2: We Refuse to Die
- 1942 : Northwest Rangers (en)
- 1942 : Dr. Gillespie's New Assistant
- 1942 : Paramount Victory Short No. T2-3: The Price of Victory
- 1942 : Andy Hardy's Double Life
- 1943 : Suckerbait
- 1943 : Aerial Gunner (en)
- 1943 : Paramount Victory Short No. T2-4: The Aldrich Family Gets in the Scrap
- 1943 : Harrigan's Kid
- 1943 : L'Amour travesti (Slightly Dangerous)
- 1943 : Plan for Destruction
- 1943 : A Stranger in Town
- 1943 : Dr. Gillespie's Criminal Case
- 1943 : Le Cavalier du Kansas (The Kansan)
- 1943 : Fidèle Lassie (Lassie Come Home)
- 1943 : Cry Havoc, de Richard Thorpe
- 1943 : Madame Curie
- 1943 : L'Ange perdu (Lost Angel)
- 1944 : Days of Glory
- 1944 : Aventures au harem (Lost in a Harem)
- 1944 : Étranges Vacances (I'll be seeing you)
- 1945 : Le Fils de Lassie (Son of Lassie
- 1945 : Désir de femme (Guest wife)
- 1946 : Le Bel Espoir (Miss Susie Slagle's)
- 1946 : Le Traître du Far-West (The Virginian)
- 1946 : Les Héros dans l'ombre (O.S.S.)
- 1946 : Suspense
- 1946 : Tentation (en) (Temptation)
- 1947 : Au carrefour du siècle (The Beginning or the End)
- 1947 : Une vie perdue (Smash-Up: The Story of a Woman)
- 1947 : Le Crime de Madame Lexton (Ivy)
- 1947 : Singapour (Singapore)
- 1947 : Moments perdus (The Lost Moment)
- 1947 : The Senator Was Indiscreet (en)
- 1948 : Alias a Gentleman
- 1948 : Lettre d'une inconnue (Letter from an Unknown Woman) de Max Ophüls
- 1948 : Another Part of the Forest
- 1948 : Légion étrangère (film, 1948) (Rogues' Regiment)
- 1948 : L'Extravagante Mlle Dee (You Gotta Stay Happy)
- 1948 : Le Droit de tuer (An Act of Murder)
- 1949 : Ma and Pa Kettle
- 1949 : L'Éventail de Lady Windermere (The Fan)
- 1949 : Entrée illégale (Illegal Entry)
- 1949 : La Maison des étrangers (House of Strangers)
- 1949 : Sand
- 1949 : Arctic Manhunt
- 1950 : Du sang sur le tapis vert (Backfire)
- 1950 : La Belle de Paris (Under My Skin)
- 1950 : La Capture (The Capture)
- 1950 : L'Esclave du gang (The damned don't gry)
- 1950 : La Porte du diable (Devil's Doorway)
- 1950 : Terre damnée (Copper Canyon)
- 1951 : Storm warning
- 1951 : L'Oiseau de paradis (Bird of Paradise)
- 1951 : La Flamme du passé (Good bye my fancy)
- 1951 : Les Amants du crime (Tomorrow Is Another Day)
- 1951 : Une place au soleil (A Place in the Sun)
- 1951 : The Painted Hills
- 1951 : Le Renard du désert (The Desert Fox: The Story of Rommel)
- 1951 : Angels in the Outfield
- 1953 : Ma and Pa Kettle on Vacation
- 1953 : Vicky (Scandal at scourie)
- 1953 : La Nuit sauvage (Devil's Canyon)
- 1953 : Règlement de comptes (The Big Heat)
- 1954 : Quand la marabunta gronde (The Naked Jungle)
- 1954 : Désirs humains (Human Desire)
- 1954 : Day of Triumph
- 1955 : Mon fils est innocent (Trial)
- 1956 : La Dernière Chasse (The Last Hunt)
- 1956 : La Neige en deuil (The Mountain)
- 1957 : La Grande Caravane (Wagon Train) (série TV)
- 1957 : La Femme et le rôdeur (The Unholy Wife) de John Farrow
- 1958 : Spanish Affair
- 1958 : La Fureur des hommes (From Hell to Texas)
- 1958 : Tonnerre sur Berlin (Fräulein)
- 1959 : Une espèce de garce (That Kind of Woman)
- 1959 : Le Secret du Grand Canyon (Edge of Eternity)
- 1960 : La Diablesse en collant rose (Heller in Pink Tights)
- 1965 : Major Dundee
- 1966 : Au cœur du temps ("The Time Tunnel") (série TV)